# Sceloporus goldmani
Sceloporus goldmani är en ödleart som beskrevs av  Smith 1937. Sceloporus goldmani ingår i släktet Sceloporus och familjen Phrynosomatidae. IUCN kategoriserar arten globalt som starkt hotad. Inga underarter finns listade i Catalogue of Life.